# Augignac
Augignac est une commune française située dans le département de la Dordogne, en région Nouvelle-Aquitaine.
Elle est intégrée au parc naturel régional Périgord-Limousin.

## Géographie

### Généralités
La commune d'Augignac est située en Périgord vert, tout au nord du département de la Dordogne. C'est une commune rurale qui fait partie de l'aire d'attraction de Nontron, zonage d’étude défini par l'Insee, qui a remplacé en 2020 l'aire urbaine de Nontron dont elle ne faisait pas partie.
Le territoire communal se trouve tout entier sur le socle granitique du massif de Piégut-Pluviers.
Le bourg d'Augignac, traversé par la route départementale 675, est situé, en distances orthodromiques, trois kilomètres et demi au sud de Piégut et sept kilomètres au nord-nord-est de Nontron.
La commune est également brièvement desservie en limite nord-est par la route départementale 96. Du nord-ouest à l'est, entre Piégut-Pluviers et Abjat-sur-Bandiat, le GR 4 traverse le territoire communal sur plus de sept kilomètres, passant par le bourg.

### Communes limitrophes
Augignac est limitrophe de six autres communes dont Le Bourdeix à l'ouest sur environ 400 mètres. Au sud-ouest, le territoire de Saint-Martin-le-Pin n'est éloigné que d'environ 500 mètres.
| Saint-Estèphe | Piégut-Pluviers     |                   |
| Le Bourdeix   | Augignac            | Abjat-sur-Bandiat |
| Nontron       | Savignac-de-Nontron |                   |

### Géologie et relief

#### Géologie
Situé sur la plaque nord du Bassin aquitain et bordé à son extrémité nord-est par une frange du Massif central, le département de la Dordogne présente une grande diversité géologique. Les terrains sont disposés en profondeur en strates régulières, témoins d'une sédimentation sur cette ancienne plate-forme marine. Le département peut ainsi être découpé sur le plan géologique en quatre gradins différenciés selon leur âge géologique. Augignac est dans le gradin extrême nord-est que constitue le dernier contrefort du Massif central, avec des roches cristallines formées à l’ère primaire, antérieurement au Carbonifère.
Les couches affleurantes sur le territoire communal sont constituées de formations superficielles du Quaternaire datant du Cénozoïque et de roches sédimentaires du Mésozoïque et du Paléozoïque, ainsi que de roches magmatiques. La formation la plus ancienne, notée pγ3, fait partie des granodiorites de Piégut-Pluviers, composée de granite à biotite, gros grain, tendance porphyroïde (Carbonifère supérieur). La formation la plus récente, notée Fy3-z, fait partie des formations superficielles de type alluvions subactuelles à actuelles. Le descriptif de ces couches est détaillé dans  les feuilles « no 710 - Montbron » et « no 711 - Châlus » de la carte géologique au 1/50 000, et leurs notices associées,.

Carte géologique d'Augignac.

#### Relief et paysages
Le département de la Dordogne se présente comme un vaste plateau incliné du nord-est (491 m, à la forêt de Vieillecour dans le Nontronnais, à Saint-Pierre-de-Frugie) au sud-ouest (2 m à Lamothe-Montravel). L'altitude du territoire communal varie quant à elle entre 189 m au sud, en aval du lieu-dit  Manzac, là où le Bandiat quitte la commune pour s'écouler sur celle de Savignac-de-Nontron, et 306 m au nord, quelques centaines de mètres à l'ouest au lieu-dit Bel-Air, en limite de la commune de Piégut-Pluviers.
Dans le cadre de la Convention européenne du paysage entrée en vigueur en France le 1er juillet 2006, renforcée par la loi du 8 août 2016 pour la reconquête de la biodiversité, de la nature et des paysages, un atlas des paysages de la Dordogne a été élaboré sous maîtrise d’ouvrage de l’État et publié en octobre 2020. Les paysages du département s'organisent en huit unités paysagères et 14 sous-unités. La commune est dans l'unité paysagère du « Périgord limousin » qui correspond à la région naturelle du Nontronnais. Ce territoire forme un plateau collinaire aux pentes douces et sommets arasés, d’altitude moyenne autour des 300 m dont le point culminant est également celui de la Dordogne. Ce plateau cristallin est vallonné et dominé par les prairies aux horizons boisés. Il est entaillé de vallées profondes aux versants forestiers,.
La superficie cadastrale de la commune publiée par l'Insee, qui sert de référence dans toutes les statistiques, est de 22,64 km2,. La superficie géographique, issue de la BD Topo, composante du Référentiel à grande échelle produit par l'IGN, est quant à elle de 23,21 km2.

### Hydrographie

#### Réseau hydrographique
La commune est située dans le bassin versant de la Charente au sein du Bassin Adour-Garonne. Elle est drainée par le Bandiat et la Doue et par divers petits cours d'eau, qui constituent un réseau hydrographique de 32 km de longueur totale,.
Le Bandiat, d'une longueur totale de 91,35 km, prend sa source dans la Haute-Vienne dans la commune de La Chapelle-Montbrandeix et se jette dans la Tardoire en Charente à Agris. Il sert de limite au sud-est sur plus de cinq kilomètres avec Abjat-sur-Bandiat et Savignac-de-Nontron.
La Doue, d'une longueur totale de 17,45 km, prend sa source dans la commune de Piégut-Pluviers et se jette dans le Bandiat en rive droite à Javerlhac-et-la-Chapelle-Saint-Robert,. Au nord-ouest, elle sépare Augignac de Piégut-Pluviers et de Saint-Estèphe sur plus de trois kilomètres et demi, formant la retenue de l'étang de Saint-Estèphe dont la rive nord-orientale — mais pas la surface de l'étang — fait partie d'Augignac.

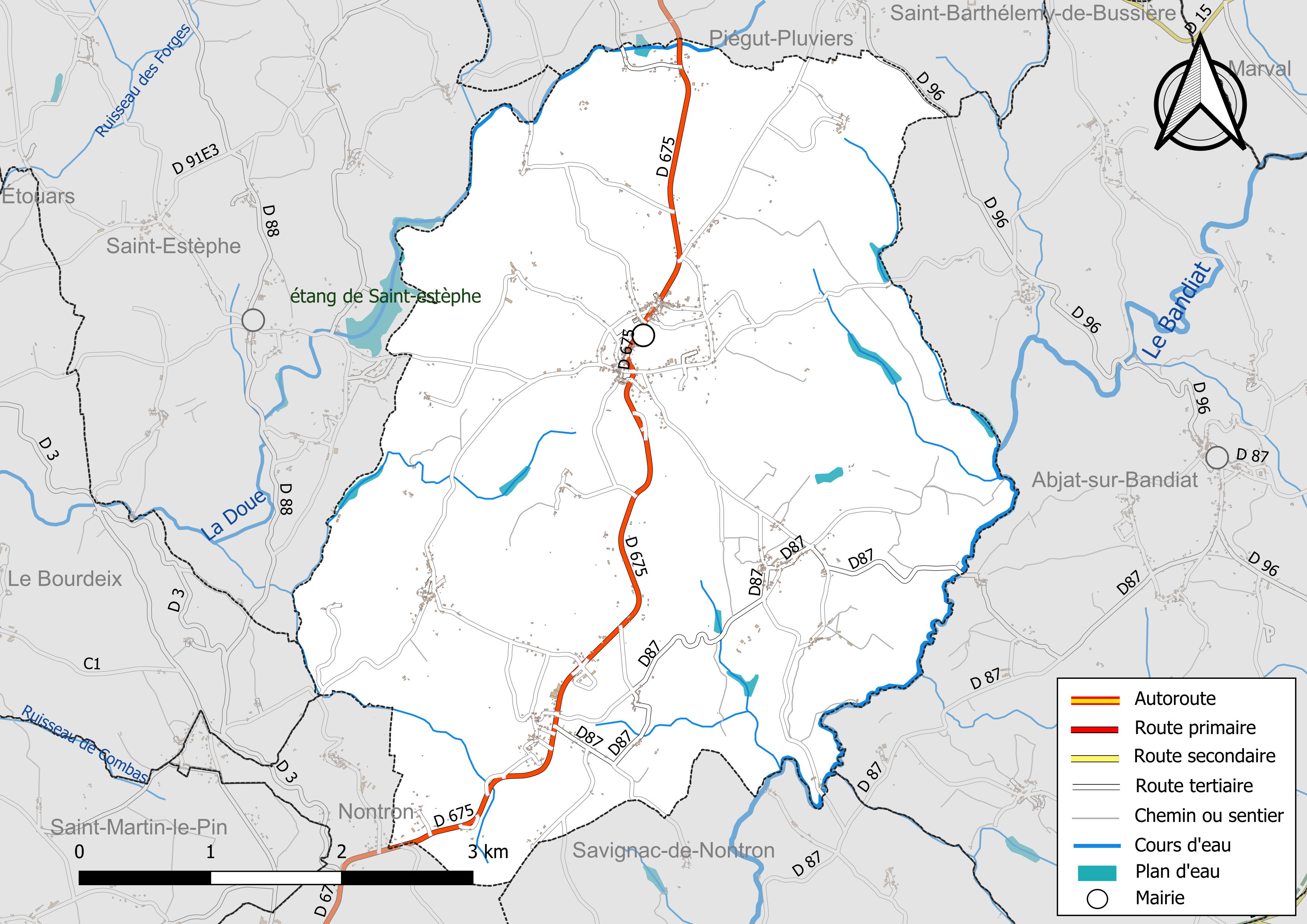
Réseaux hydrographique et routier d'Augignac.
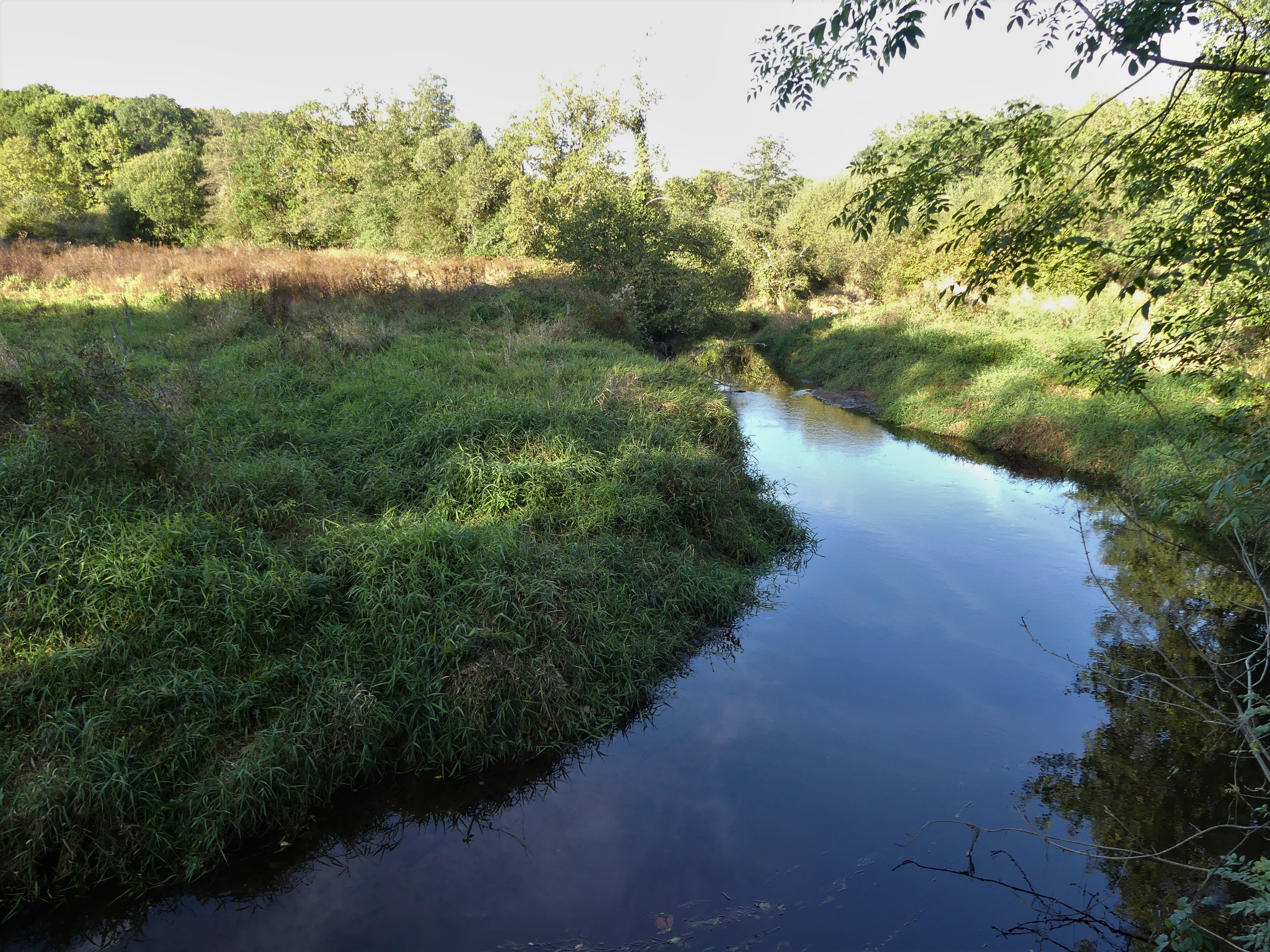
Le Bandiat au pont de la Roderie, entre Augignac à gauche et Abjat-sur-Bandiat en rive opposée.
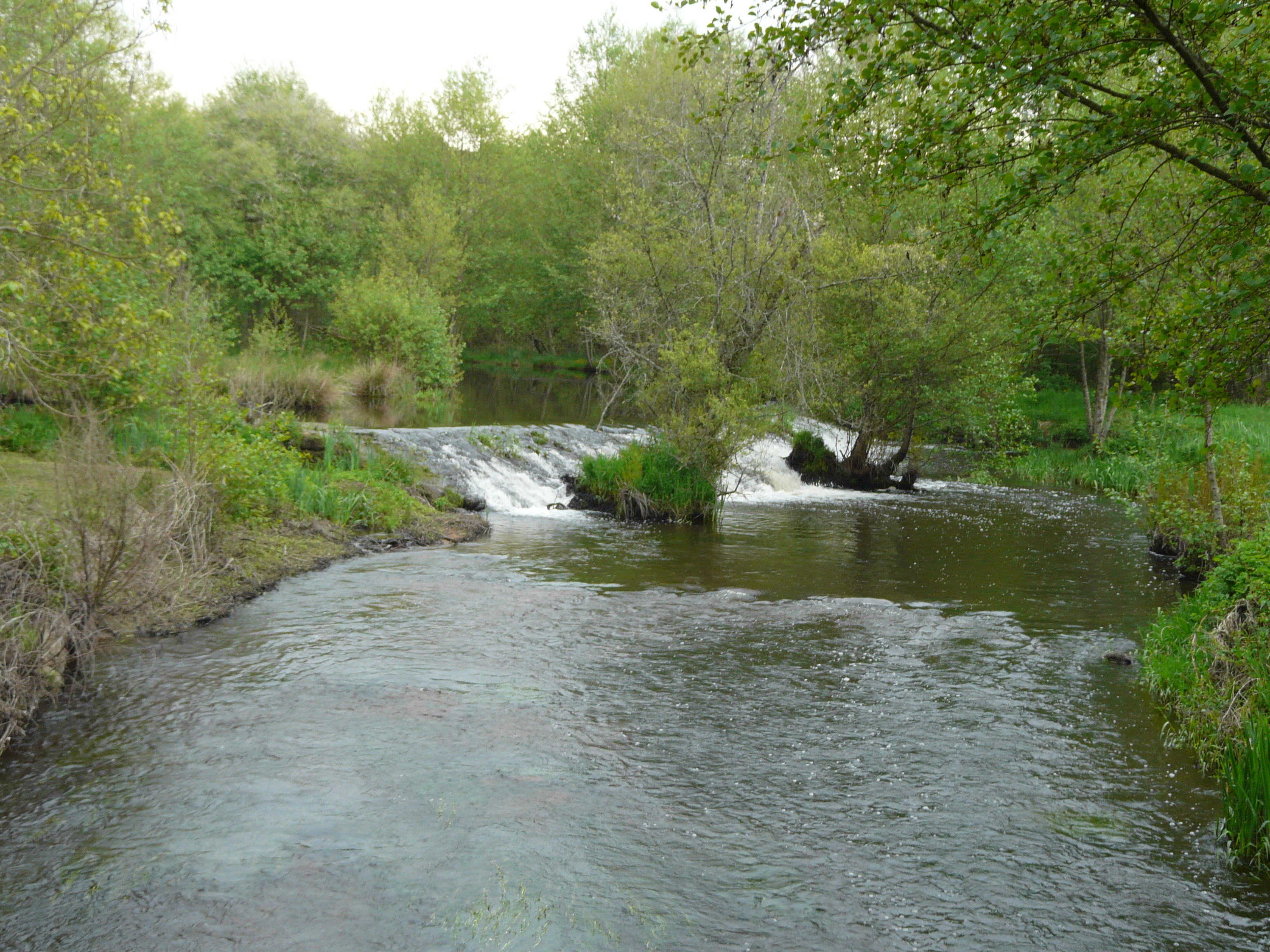
Le Bandiat au lieu-dit Chez Pey, en limite d'Abjat-sur-Bandiat à gauche et Augignac à droite.

#### Gestion et qualité des eaux
Le territoire communal est couvert par le schéma d'aménagement et de gestion des eaux (SAGE) « Charente ». Ce document de planification, dont le territoire correspond au bassin de la Charente, d'une superficie de 9 300 km2, a été approuvé le 19 novembre 2019. La structure porteuse de l'élaboration et de la mise en œuvre est l'établissement public territorial de bassin Charente. Il définit sur son territoire les objectifs généraux d’utilisation, de mise en valeur et de protection quantitative et qualitative des ressources en eau superficielle et souterraine, en respect des objectifs de qualité définis dans le troisième SDAGE  du Bassin Adour-Garonne qui couvre la période 2022-2027, approuvé le 10 mars 2022.
La qualité des eaux de baignade et des cours d’eau peut être consultée sur un site dédié géré par les agences de l’eau et l’Agence française pour la biodiversité.

### Climat
Pour des articles plus généraux, voir Climat de la Nouvelle-Aquitaine et Climat de la Dordogne.
Historiquement, la commune est dans une zone de transition entre les climats océaniques aquitain et limousin.  
En 2020, Météo-France publie une typologie des climats de la France métropolitaine dans laquelle la commune est exposée à un climat océanique altéré et est dans la région climatique Aquitaine, Gascogne, caractérisée par une pluviométrie abondante au printemps, modérée en automne, un faible ensoleillement au printemps, un été chaud (19,5 °C), des vents faibles, des brouillards fréquents en automne et en hiver et des orages fréquents en été (15 à 20 jours).
Pour la période 1971-2000, la température annuelle moyenne est de 11,9 °C, avec  une amplitude thermique annuelle de 14,8 °C. Le cumul annuel moyen de précipitations est de 1 051 mm, avec 13,2 jours de précipitations en janvier et 7,9 jours en juillet. Pour la période 1991-2020, la température moyenne annuelle observée sur la station météorologique la plus proche, située sur la commune de La Coquille à 22 km à vol d'oiseau, est de 12,1 °C et le cumul annuel moyen de précipitations est de 1 178,8 mm,. Pour l'avenir, les paramètres climatiques de la commune estimés pour 2050 selon différents scénarios d’émission de gaz à effet de serre sont consultables sur un site dédié publié par Météo-France en novembre 2022.

## Urbanisme

### Typologie
Au 1er janvier 2024, Augignac est catégorisée commune rurale à habitat dispersé, selon la nouvelle grille communale de densité à 7 niveaux définie par l'Insee en 2022.
Elle est située hors unité urbaine. Par ailleurs la commune fait partie de l'aire d'attraction de Nontron, dont elle est une commune de la couronne,. Cette aire, qui regroupe 19 communes, est catégorisée dans les aires de moins de 50 000 habitants,.

### Occupation des sols
L'occupation des sols de la commune, telle qu'elle ressort de la base de données européenne d’occupation biophysique des sols Corine Land Cover (CLC), est marquée par l'importance des forêts et milieux semi-naturels (55,1 % en 2018), en augmentation par rapport à 1990 (53,7 %). La répartition détaillée en 2018 est la suivante : 
forêts (55,1 %), zones agricoles hétérogènes (38,6 %), prairies (3,2 %), zones urbanisées (3,1 %). L'évolution de l’occupation des sols de la commune et de ses infrastructures peut être observée sur les différentes représentations cartographiques du territoire : la carte de Cassini (XVIIIe siècle), la carte d'état-major (1820-1866) et les cartes ou photos aériennes de l'IGN pour la période actuelle (1950 à aujourd'hui).

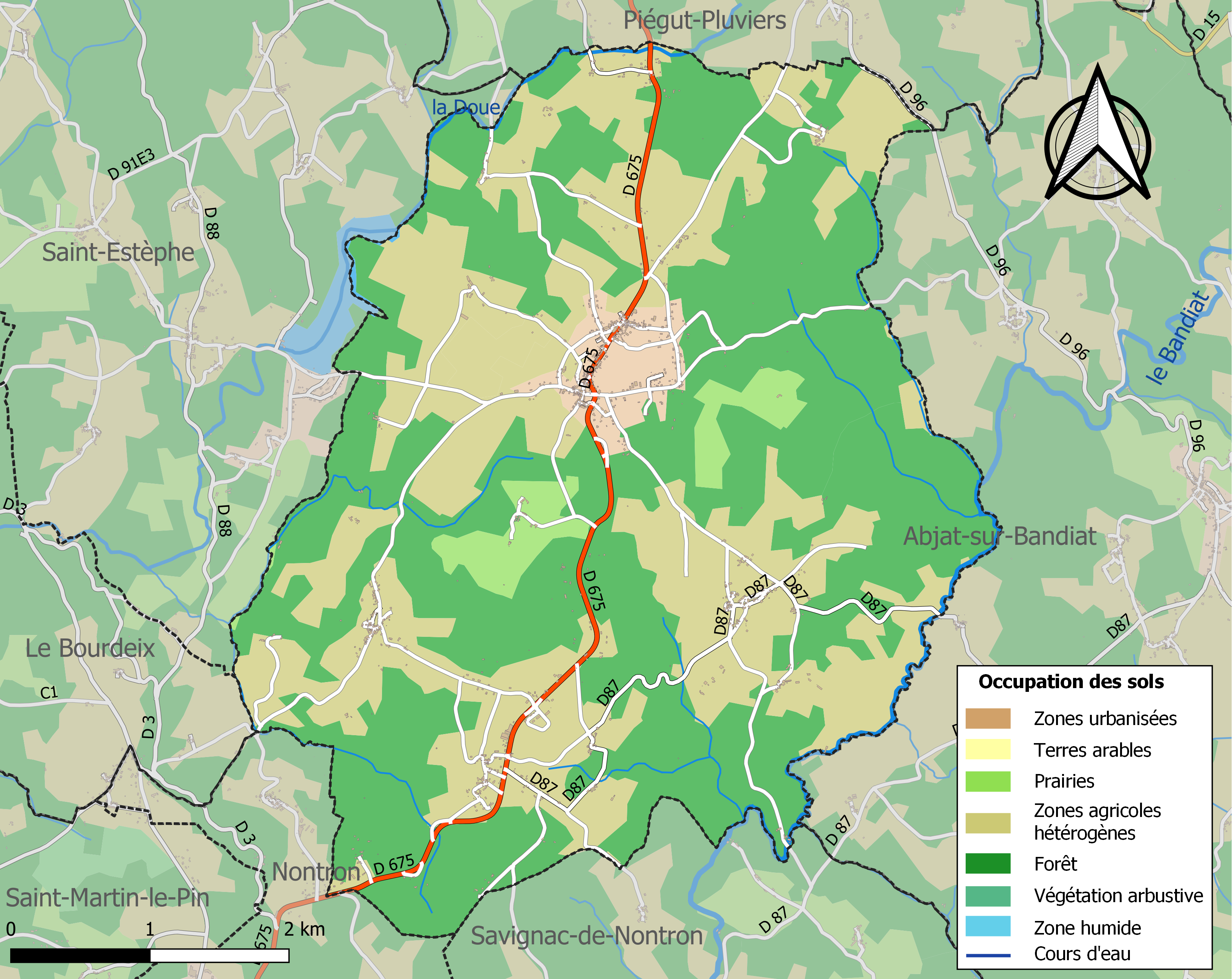
Carte des infrastructures et de l'occupation des sols de la commune en 2018 (CLC).

### Villages, hameaux et lieux-dits
Outre le bourg d'Augignac proprement dit, le territoire se compose d'autres villages ou hameaux, ainsi que de lieux-dits :
- la Beaufarie
- Bel-Air
- Bois de Château Reynaud
- Bois de Fargeas
- Boudignac
- les Brégères
- Château Reynaud
- le Clos des Landes
- le Clos Neuf
- la Cornadelle
- Étang des Merles
- Étang Millau
- le Fagnou
- la Ferrière
- Font de Pique
- la Franche
- la Garde
- Lacour
- Lafarge
- les Landes
- Lapeyre
- Laubanie
- Leygurat
- Maine du Bost
- Maison Neuve
- Manzac
- le Ménichou
- le Moulin de Lapeyre
- le Moulin de Nebout
- le Moulin de Tignac
- les Moutas
- Nauvialle
- la Petite Tavernerie
- les Petits Champs
- Chez Pey
- le Point du Jour
- Pouzol
- Puy du Pin
- Puybégout
- Roc de Poperdu
- Rochefoulée
- Rochers de Rochezide
- Roubadières
- le Semis
- la Tavernerie
- Tignac
- le Tupet.

### Prévention des risques
Le territoire de la commune d'Augignac est vulnérable à différents aléas naturels : météorologiques (tempête, orage, neige, grand froid, canicule ou sécheresse), feux de forêts, mouvements de terrains et séisme (sismicité faible). Un site publié par le BRGM permet d'évaluer simplement et rapidement les risques d'un bien localisé soit par son adresse soit par le numéro de sa parcelle.
Augignac est exposée au risque de feu de forêt. L’arrêté préfectoral du 14 mars 2013 fixe les conditions de pratique des incinérations et de brûlage dans un objectif de réduire le risque de départs d’incendie. À ce titre, des périodes sont déterminées : interdiction totale du 15 février au 15 mai et du 15 juin au 15 octobre, utilisation réglementée du 16 mai au 14 juin et du 16 octobre au 14 février. En septembre 2020, un plan inter-départemental de protection des forêts contre les incendies (PidPFCI) a été adopté pour la période 2019-2029,.

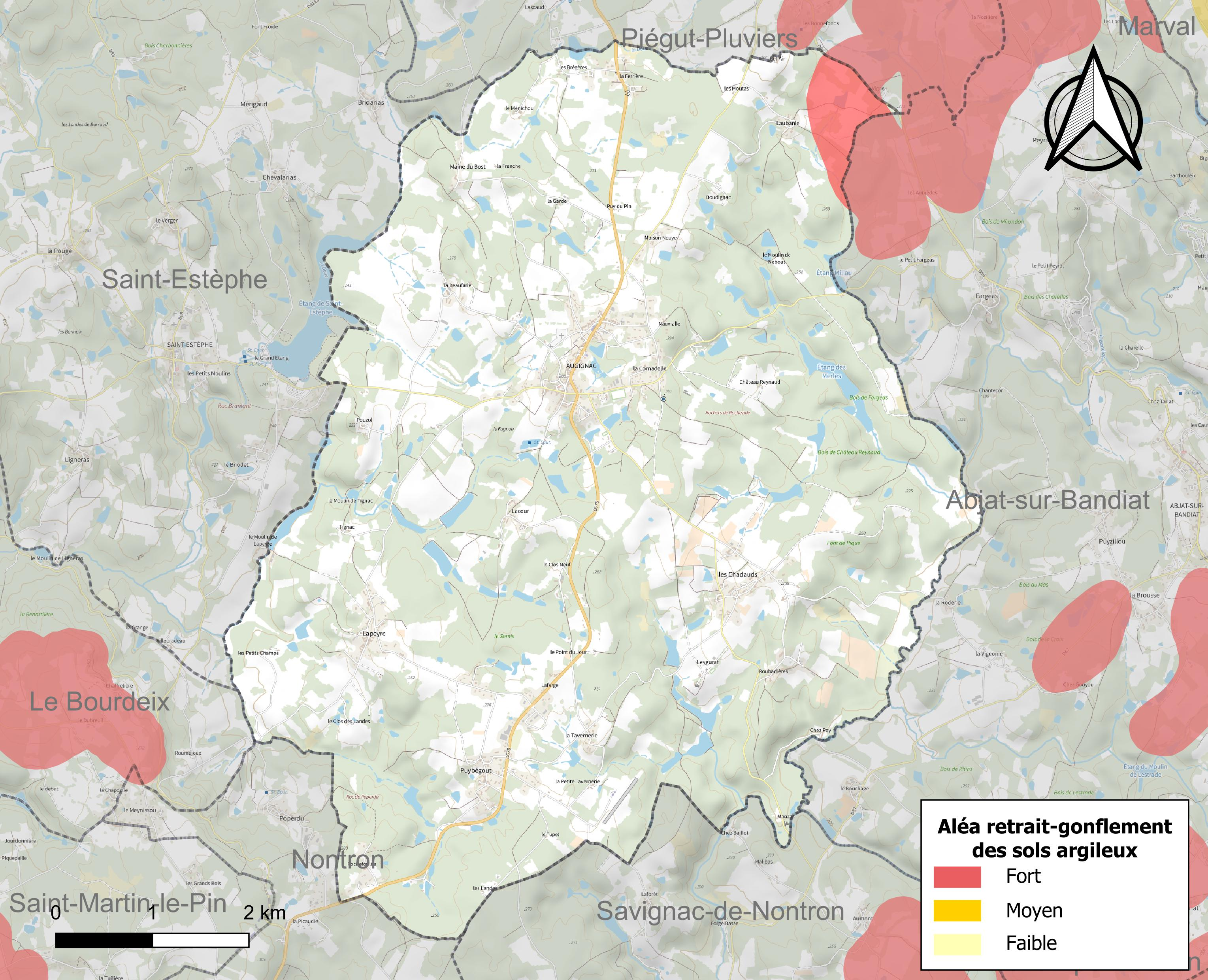
Carte des zones d'aléa retrait-gonflement des sols argileux d'Augignac.

Les mouvements de terrains susceptibles de se produire sur la commune sont des tassements différentiels. Le retrait-gonflement des sols argileux est susceptible d'engendrer des dommages importants aux bâtiments en cas d’alternance de périodes de sécheresse et de pluie. 1,3 % de la superficie communale est en aléa moyen ou fort (58,6 % au niveau départemental et 48,5 % au niveau national métropolitain). Depuis le 1er octobre 2020, en application de la loi ÉLAN, différentes contraintes s'imposent aux vendeurs, maîtres d'ouvrages ou constructeurs de biens situés dans une zone classée en aléa moyen ou fort,.
La commune a été reconnue en état de catastrophe naturelle au titre des dommages causés par les inondations et coulées de boue survenues en 1982, 1983, 1999, 2009 et 2018, par la sécheresse en 2005 et par des mouvements de terrain en 1999.

## Toponymie
Le nom de la localité est attesté sous la forme Auginhac en 1315, sous la forme latine (fautive) Auguilhacumen 1365, Douginhac au XVIe siècle.
Le nom d'Augignac se réfère à un personnage d'origine gauloise ou germanique : Algeinus ou Adgennus ou encore gallo-romaine : Aligenus, suivi du suffixe -acum, indiquant le « domaine d'Algeinus ou d'Adgennus ou  d'Aligenus ».
En occitan, la commune porte le nom d'Auginhac.

## Histoire
L'église d'Augignac a été construite au XIIe siècle.
La première mention écrite connue du lieu apparait en 1315 sous la forme Auginhac.
La commune se nommait Auginiac en 1864.

## Politique et administration

### Rattachements administratifs et électoraux
Dès 1790, la commune d'Augignac est rattachée au canton de Nontron qui dépend du district de Nontron jusqu'en 1795, date de suppression des districts. En 1801, le canton dépend de l'arrondissement de Nontron.
Dans le cadre de la réforme de 2014 définie par le décret du 21 février 2014, ce canton disparaît aux élections départementales de mars 2015. La commune est alors rattachée électoralement au canton du Périgord vert nontronnais, et dépend de la 3e circonscription législative.

### Intercommunalité
En 2010, Augignac intègre la communauté de communes du Périgord vert granitique. Celle-ci est dissoute au 31 décembre 2013 et remplacée au 1er janvier 2014 par la communauté de communes du Haut-Périgord. Au 1er janvier 2017, celle-ci fusionne avec la communauté de communes du Périgord vert nontronnais pour former la communauté de communes du Périgord Nontronnais.

### Administration municipale
La population de la commune étant comprise entre 500 et 1 499 habitants au recensement de 2017, quinze conseillers municipaux ont été élus en 2020,.

### Liste des maires
| Période                                  | Période       | Identité           | Étiquette | Qualité                      |
| ---------------------------------------- | ------------- | ------------------ | --------- | ---------------------------- |
| Les données manquantes sont à compléter. |               |                    |           |                              |
|                                          |               |                    |           |                              |
| 1959                                     | 1971          | Charles Mousnier   |           | Instituteur                  |
| 1971                                     | 1977          | Joseph Dubos       |           | Instituteur                  |
| 1977                                     | 1989          | Jean Laforge       |           |                              |
| 1989                                     | 1995          | Marcel Naubron     |           |                              |
| 1995                                     | 2001          | Georges Chamoulaud |           |                              |
| mars 2001                                | novembre 2006 | Jean Desmoulin     |           |                              |
| janvier 2007                             | mars 2008     | René Couvidat      |           |                              |
| mars 2008                                | novembre 2012 | Gilles Brudieux    | SE        | Responsable d'achats         |
| novembre 2012                            | avril 2014    | Jean-Gérard Abbes  |           | Retraité de l'armée de l'air |
| avril 2014                               | mai 2020      | Pierre Peyrazat    |           |                              |
| mai 2020                                 | En cours      | Bernard Bazinet    |           |                              |

### Politique environnementale
Dans son palmarès 2024, le Conseil national de villes et villages fleuris de France a attribué une fleur à la commune.

## Équipements et services publics

### Justice
Dans le domaine judiciaire, Augignac relève : 
- du tribunal judiciaire, du tribunal pour enfants, du conseil de prud'hommes et du tribunal de commerce de Périgueux ;
- du pôle Nationalité du tribunal judiciaire de Périgueux (compétent uniquement dans le domaine de la nationalité) ;
- de la cour d'appel, du tribunal administratif et de la cour administrative d'appel de Bordeaux.

## Population et société

### Démographie
Les habitants d'Augignac se nomment les Auginacois.
L'évolution du nombre d'habitants est connue à travers les recensements de la population effectués dans la commune depuis 1793. Pour les communes de moins de 10 000 habitants, une enquête de recensement portant sur toute la population est réalisée tous les cinq ans, les populations de référence des années intermédiaires étant quant à elles estimées par interpolation ou extrapolation. Pour la commune, le premier recensement exhaustif entrant dans le cadre du nouveau dispositif a été réalisé en 2005.

En 2022, la commune comptait 825 habitants, en évolution de +1,35 % par rapport à 2016 (Dordogne : +0,37 %, France hors Mayotte : +2,11 %).
| 1793  | 1800 | 1806 | 1821  | 1831  | 1836  | 1841  | 1846  | 1851  |
| ----- | ---- | ---- | ----- | ----- | ----- | ----- | ----- | ----- |
| 1 036 | 967  | 962  | 1 165 | 1 143 | 1 190 | 1 199 | 1 270 | 1 289 |

| 1856  | 1861  | 1866  | 1872  | 1876  | 1881  | 1886  | 1891  | 1896  |
| ----- | ----- | ----- | ----- | ----- | ----- | ----- | ----- | ----- |
| 1 288 | 1 222 | 1 259 | 1 215 | 1 320 | 1 400 | 1 439 | 1 420 | 1 346 |

| 1901  | 1906  | 1911  | 1921  | 1926  | 1931  | 1936  | 1946 | 1954 |
| ----- | ----- | ----- | ----- | ----- | ----- | ----- | ---- | ---- |
| 1 329 | 1 283 | 1 245 | 1 185 | 1 132 | 1 041 | 1 008 | 993  | 897  |

| 1962 | 1968 | 1975 | 1982 | 1990 | 1999 | 2005 | 2006 | 2010 |
| ---- | ---- | ---- | ---- | ---- | ---- | ---- | ---- | ---- |
| 954  | 876  | 791  | 818  | 838  | 791  | 811  | 810  | 836  |

| 2015 | 2020 | 2022 | - | - | - | - | - | - |
| ---- | ---- | ---- | - | - | - | - | - | - |
| 815  | 824  | 825  | - | - | - | - | - | - |

## Économie

### Emploi
En 2021, parmi la population communale comprise entre 15 et 64 ans, les actifs représentent 346 personnes, soit 42,1 % de la population municipale. Le nombre de chômeurs (35) a fortement diminué par rapport à 2015 (49) et le taux de chômage de cette population active s'établit à 10,0 %.

### Activités hors agriculture

#### Secteurs d'activités
70 établissements marchands non agricoles sont économiquement actifs en 2021 à Augignac,.
| Secteur d'activité                                                                                        | Commune | Commune | Département |
| Secteur d'activité                                                                                        | Nombre  | %       | %           |
| --- | ------- | ------- | ----------- |
| Ensemble                                                                                                  | 70      | 100 %   | (100 %)     |
| Industrie manufacturière, industries extractives et autres                                                | 12      | 17,1 %  | (8,4 %)     |
| Construction                                                                                              | 14      | 20 %    | (13,4 %)    |
| Commerce de gros et de détail, transports, hébergement et restauration                                    | 23      | 32,9 %  | (28,2 %)    |
| Information et communication                                                                              | 1       | 1,4 %   | (1,8 %)     |
| Activités financières et d'assurance                                                                      | 1       | 1,4 %   | (3,6 %)     |
| Activités immobilières                                                                                    | 2       | 2,9 %   | (6,7 %)     |
| Activités spécialisées, scientifiques et techniques et activités de services administratifs et de soutien | 9       | 12,9 %  | (15 %)      |
| Administration publique, enseignement, santé humaine et action sociale                                    | 4       | 5,7 %   | (12,8 %)    |
| Autres activités de services                                                                              | 4       | 5,7 %   | (10,1 %)    |

Le secteur du commerce de gros et de détail, des transports, de l'hébergement et de la restauration est prépondérant sur la commune puisqu'il représente 32,9 % du nombre total d'établissements de la commune (23 sur les 70 entreprises implantées  à Augignac), contre 28,2 % au niveau départemental.

#### Entreprises
L'entreprise Sodopac, fabricant de chaussons 100 % français, emploie 51 salariés en 2024 et produit annuellement 500 000 paires de chaussons.

### Agriculture
La commune est dans le « Nontronnais », une petite région agricole dans le département de la Dordogne. En 2020, l'orientation technico-économique de l'agriculture  sur la commune est la combinaison de granivores (porcins, volailles). 
|               | 1988 | 2000 | 2010 | 2020 |
| ------------- | ---- | ---- | ---- | ---- |
| Exploitations | 38   | 21   | 14   | 15   |
| SAU (ha)      | 633  | 582  | 511  | 659  |

Le nombre d'exploitations agricoles en activité et ayant leur siège dans la commune est passé de 38 lors du recensement agricole de 1988  à 21 en 2000 puis à 14 en 2010 et enfin à 15 en 2020, soit une baisse de 61 % en 32 ans. Le même mouvement est observé à l'échelle du département qui a perdu pendant cette période 60 % de ses exploitations (passant de 15 825 à 6 328),. La surface agricole utilisée sur la commune a quant à elle augmenté, passant de 633 ha en 1988 à 659 ha en 2020. Parallèlement la surface agricole utilisée moyenne par exploitation a augmenté, passant de 17 à 44 ha.

## Culture locale et patrimoine

### Lieux et monuments
- Château de Leygurat, du XIIIe siècle, dans un site inscrit depuis 1975[71],[72], propriété privée.
- Église Saint-Martial du XIIe siècle, restaurée au XIXe siècle[49].
- Roche Eyside.
- Roche de Pierre Tanche, propriété privée.
- Roc de Poperdu, propriété privée.

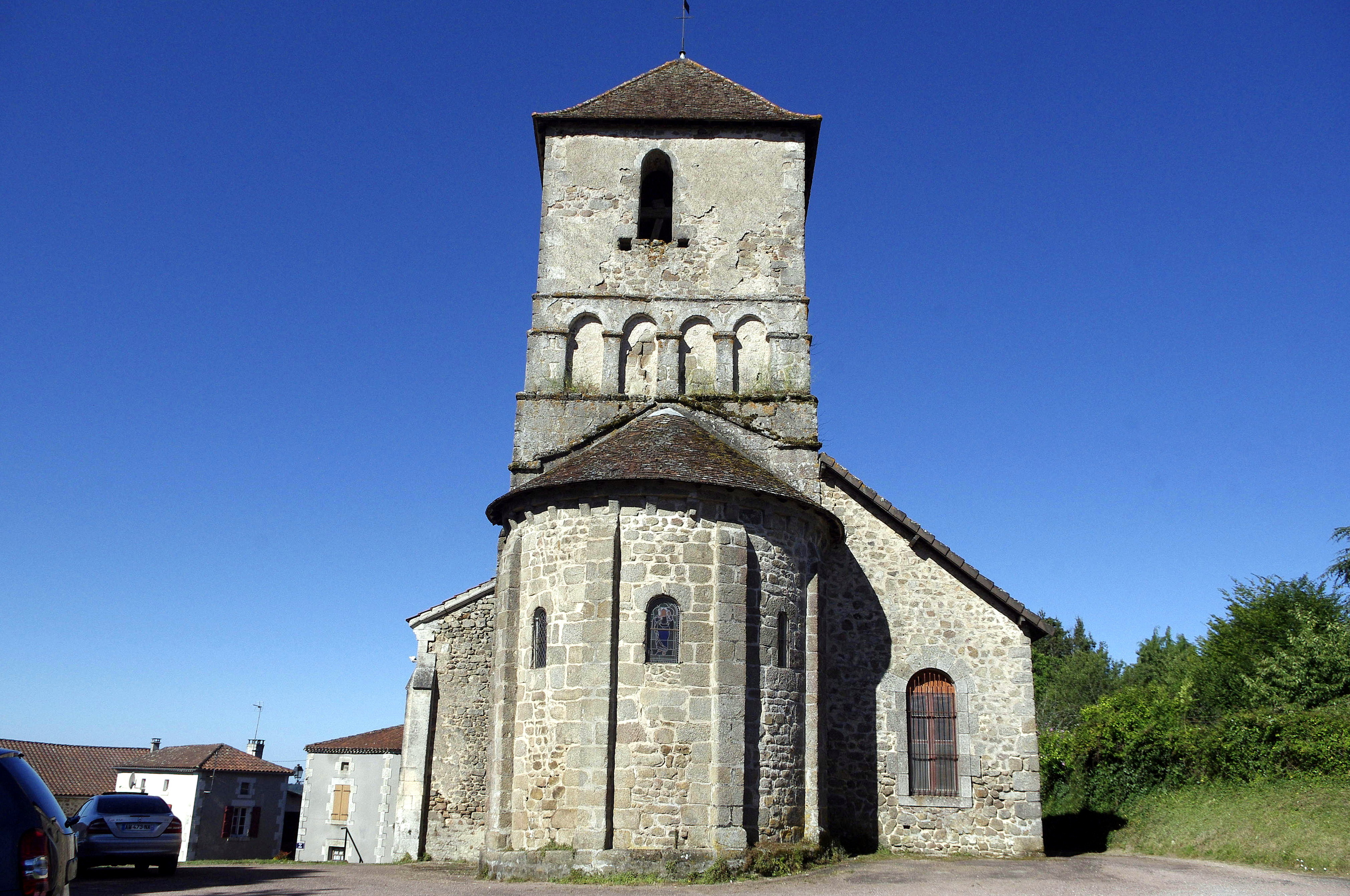
Le chevet de l'église.
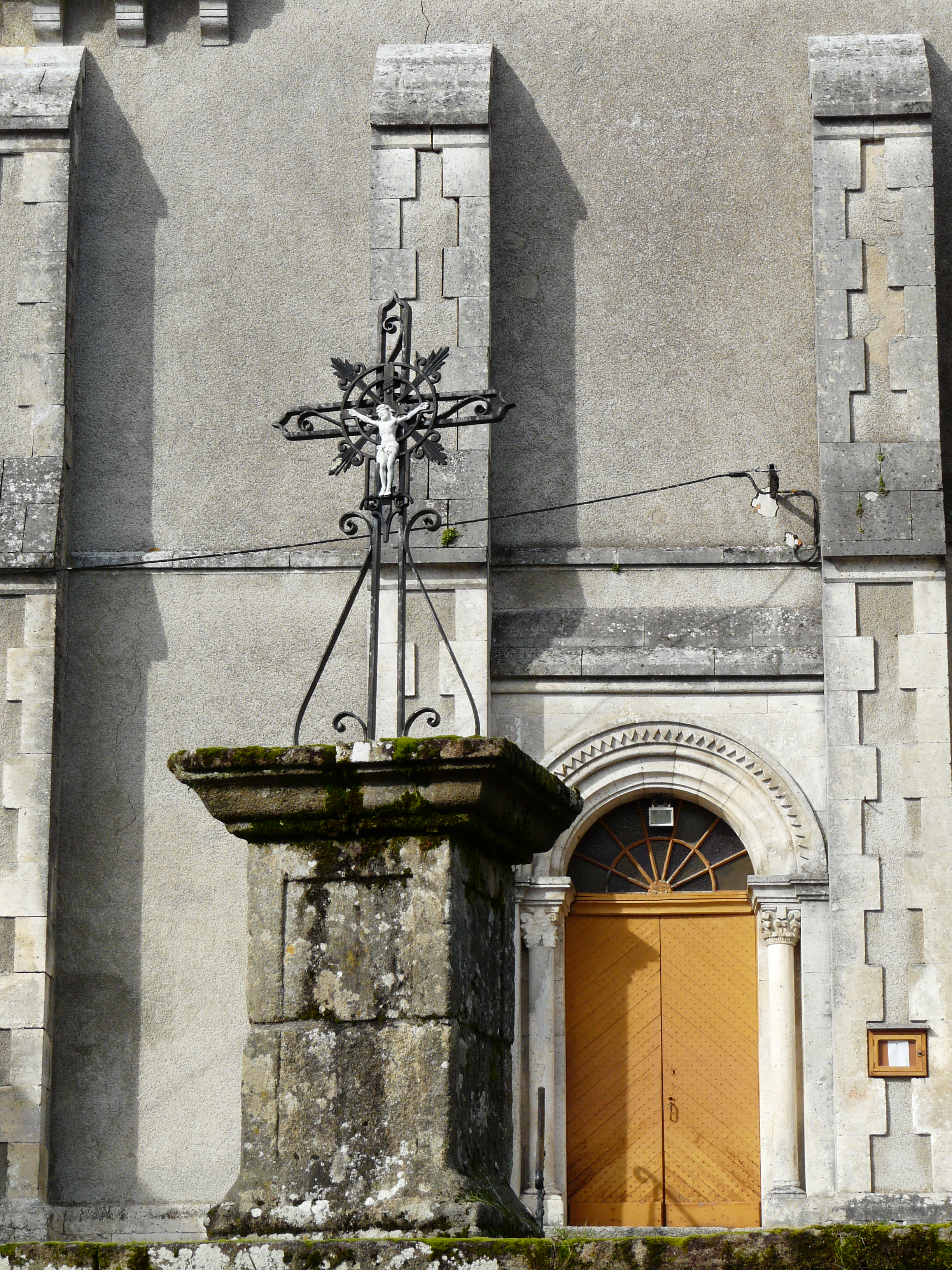
Croix devant le portail de l'église.
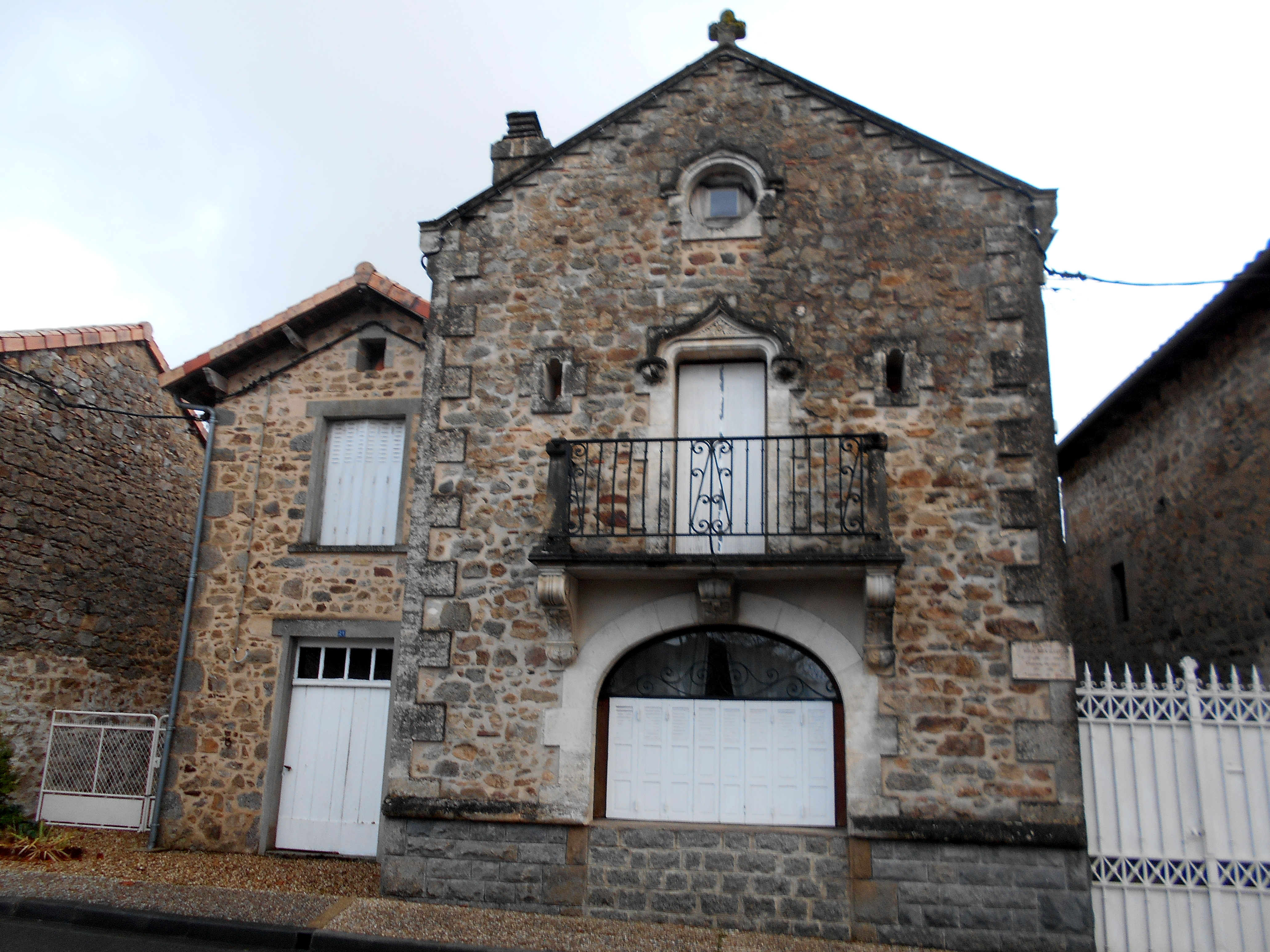
La maison de Félicie Brouillet dans le bourg
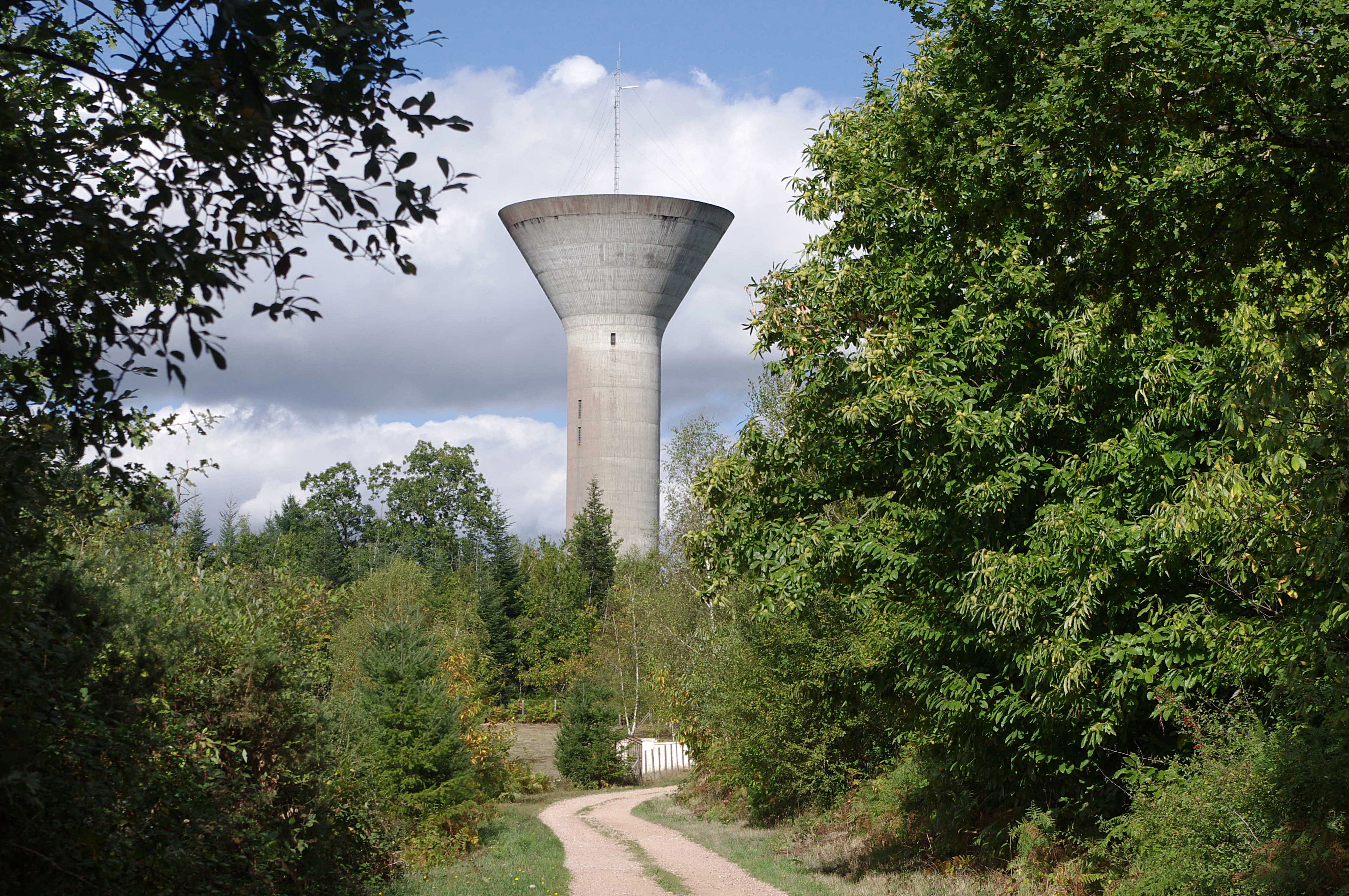
Le château d'eau.
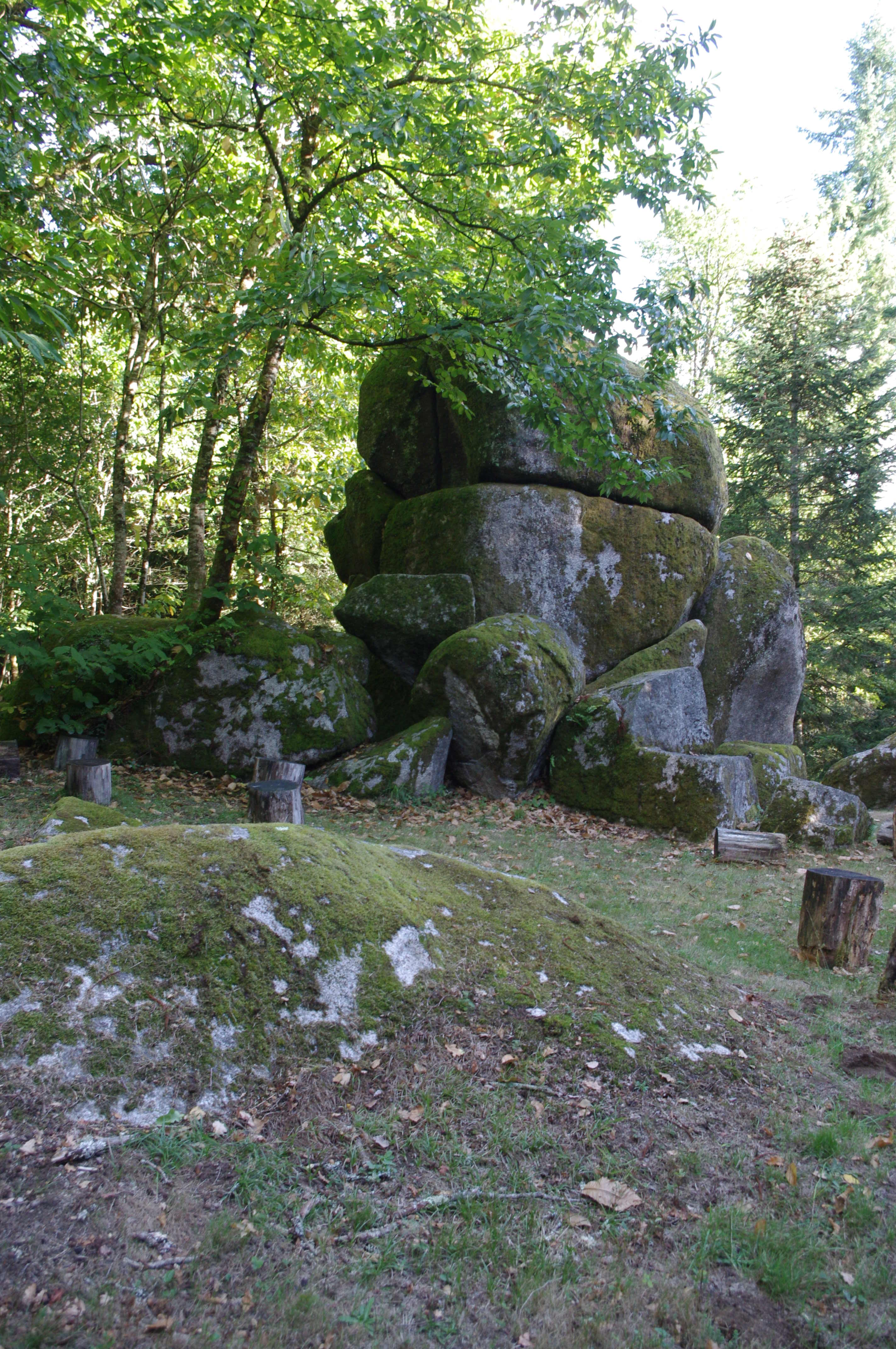
Roche Eyside (Rochezide) non loin du château d'eau.

### Patrimoine naturel
La commune fait partie du parc naturel régional Périgord-Limousin depuis la création de celui-ci en 1998, adhésion renouvelée en 2011.
À l'est de la commune, la vallée du Bandiat et les parties aval de deux de ses affluents, ainsi qu'à l'ouest la vallée de la Doue et la partie aval d'un de ses affluents sont protégées au titre de la zone naturelle d'intérêt écologique, faunistique et floristique (ZNIEFF) de type I « Vallées du réseau hydrographique du Bandiat » dont la flore est constituée de près d'une centaine d'espèces de plantes, dont deux sont considérées comme déterminantes : l'aigremoine élevée, ou aigremoine odorante (Agrimonia procera) et la jacinthe des bois, ou jacinthe sauvage (Hyacinthoides non-scripta),.

### Patrimoine environnemental
Le GR 4 qui va de Royan à Grasse traverse la commune.

### Personnalités liées à la commune
- Félicie Brouillet (1907 - 1982) conteuse occitane

### Héraldique
| Blason de Augignac | Blason  | D'or à la fontaine héraldique d'azur à trois sources du champ ; au chef d'azur chargé d'une main de justice d'or posée en fasce. |
| Blason de Augignac | Détails | Le statut officiel du blason reste à déterminer.                                                                                 |

## Pour approfondir